# دی‌فنیل‌فسفریل آزید
دی‌فنیل‌فسفریل آزید (به انگلیسی: Diphenylphosphoryl azide) با فرمول شیمیایی C۱۲H۱۰N۳O۳P یک ترکیب شیمیایی با شناسه پاب‌کم ۱۹۹۴۰۱ است. که جرم مولی آن ۲۷۵٫۲۰ g/mol می‌باشد. شکل ظاهری این ترکیب، مایع زرد است.